# Гомель (аеропорт)

## Про аеропорт
З середини 1950-х років зі старого аеропорту Гомеля виконувалися регулярні авіарейси в Мінськ і Київ, у віддалені райцентри області, тут же базувалася санітарна і сільськогосподарська авіація. 
У 1968 році неподалік від Гомеля був побудований новий аеропорт з бетонною ЗПС, на яку першим здійснив посадку літак Ан-24. Згодом аеродром став приймати й більші літаки. В Гомельському авіапідприємстві експлуатувалися літаки Як-40, Ту-134 і Ту-154. Пасажирообіг у 1980-і роки сягав кількох сотень людей на день. Рейси здійснювалися в Москву, Сочі, Сімферополь і Одесу, а також в аеропорти Крайньої Півночі і Західного Сибіру. 
У 1993 році (вже за незалежності Білорусі) аеропорт «Гомель» отримав статус міжнародного. У теперішній час аеропорт використовують авіакомпанії «Бєлавіа» і «Гомельавіа». Виконуються, зокрема, польоти в Калінінград, Мінськ. В аеропорту працюють прикордонні, митні та санітарні служби, а також служби сервісу. 
Аеродром здатний приймати літаки Іл-76Т, Ту-154, Ту-204, Боїнг-737-200 (з максимальною злітною масою до 171 тонни) й усі більш легкі, а також вертольоти будь-яких типів. 
Розроблено також проект реконструкції Гомельського аеропорту, що включає розширення і модернізацію (до рівня міжнародних вимог) технологічних зон прильоту і вильоту аеровокзалу, зони реєстрації та огляду пасажирів і багажу, митного оформлення і прикордонного контролю. Перший етап реконструкції здійснюється за рахунок коштів міста та Державного комітету з авіації Республіки Білорусь.
В 2022 році, під час Російського вторгнення в Україну, з аеропорту здійснювались взльоти російських літаків та БПЛА з ціллю бомбардування території України.

## Авіалінії та напрямки
| Авіакомпанія | Пункт призначення                                      |
| ------------ | ------------------------------------------------------ |
| Belavia      | Сезонний: Калінінград Сезонний чартер: Анталія, Сургут |
| S7 Airlines  | Москва-Домодєдово                                      |